# Зименки (Палехский район)
Зи́менки — деревня в Палехском районе Ивановской области. Находится в Раменском сельском поселении.

## География
Находится в 6,4 км к северу от Палеха (12,9 км по автодорогам).

## Население
| 1859 | 1905 | 2010 |
| ---- | ---- | ---- |
| 390  | ↘101 | ↘2   |